# Ficus cucurbitina
Ficus cucurbitina är en mullbärsväxtart som beskrevs av George King. Ficus cucurbitina ingår i släktet fikonsläktet, och familjen mullbärsväxter. Inga underarter finns listade i Catalogue of Life.